# Helena Krasowska
Helena Krasowska (ur. 29 kwietnia 1973 w Pance na Bukowinie) – polska językoznawczyni, profesor doktor habilitowana nauk humanistycznych o specjalności językoznawstwo slawistyczne, profesor instytutu w Instytucie Slawistyki PAN w Warszawie oraz wykładowca wizytujący w Studium Europy Wschodniej Uniwersytetu Warszawskiego.

## Życiorys
Helena Krasowska pochodzi z polskiej rodziny z Bukowiny. W 1996 ukończyła studia magisterskie (filologia polska) w Wyższej Szkole Pedagogicznej w Rzeszowie. W 2004 w Instytucie Slawistyki PAN obroniła pracę doktorską pt. „Język polskich górali na Bukowinie”. W 2013 w tymże instytucie uzyskała stopień doktora habilitowanego na podstawie pracy pt. „Mniejszość polska na południowo-wschodniej Ukrainie”. W Instytucie Slawistyki PAN pracuje na stanowisku profesora instytutu, w latach 2015–2019 pełniła tam też funkcję zastępcy dyrektora ds. naukowych. Wiceprezes Zarządu Fundacji Slawistycznej w latach 2007–2016, od 2016, w Radzie Fundacji Slawistycznej. Od lutego 2019 jest wiceprzewodniczącą Rady Programowej Stacji Naukowej Polskiej Akademii Nauk w Kijowie, a od 13 listopada 2019 jest w składzie Zespołu doradczego ds. Zagranicznych Stacji Naukowych PAN. W 2023 otrzymała tytuł profesora nauk humanistycznych. Redaktor naczelny serii wydawniczej Język na Pograniczach.
Specjalizuje się w problematyce związanej z dialektologią, socjolingwistyką, etnologią, folklorystyką. Zainteresowania naukowe koncentrują się wokół zagadnień mniejszości narodowych i językowych, biografii językowych, pograniczy kulturowych, pamięci społecznej i jednostkowej, a w szczególności interesuje się Bukowiną Karpacką.
Prowadzi badania terenowe na Ukrainie, w Mołdawii, Rumunii oraz Gruzji. Jej projekty naukowe były wspierane przez Fundację na rzecz Nauki Polskiej, Narodowe Centrum Nauki, Ministerstwo Nauki i Szkolnictwa Wyższego, Studium Europy Wschodniej Uniwersytetu Warszawskiego, Fundację Lanckorońskich, Fundację „Pomoc Polakom na Wschodzie” oraz Kancelarię Prezesa Rady Ministrów.
Jest współorganizatorem Międzynarodowej Naukowo-Praktycznej Konferencji „Współczesne metody nauczania języka polskiego” w Berdiańsku oraz Bukowińskiego Festiwalu Nauki (wspólnie z dr Magdaleną Pokrzyńską).
Postanowieniem z dnia 8 maja 2023 roku Prezydent RP Andrzej Duda nadał jej tytuł profesora nauk humanistycznych w dyscyplinie językoznawstwo.  
Jej dorobek obejmuje m.in. 9 monografii autorskich i 8 współautorskich. Tłumaczy z polskiego na ukraiński poezje. Pisze eseje i wiersze.

## Najważniejsze publikacje
- Bukowina Mała ojczyzna – Pietrowce Dolne, Pruszków: Rachocki i S-ka, 2002[14].
- Górale polscy na Bukowinie Karpackiej. Studium socjolingwistyczne i leksykalne, Warszawa: Slawistyczny Ośrodek Wydawniczy, 2006[15]
- Соціолінгвістика: навчальний посібник (Sotsiolinhvistyka: navchal’nyy posibnyk), Донецьк: Юго-Восток, 2007. (współautorzy: Антошкіна Л., Сигеда П., Сухомлинов О.)[16]
- Słownik górali polskich na Bukowinie, Warszawa: Slawistyczny Ośrodek Wydawniczy, 2008 (współautor Zbigniew Greń)[17]
- Буковина. Благодійна організація святого Bікентія де Поля (Bukovyna. Blahodiyna orhanizatsiya svyatoho Bikentiya de Polya), Краків-Варшава-Сторожинець: Towarzystwo Słowaków w Polsce, 2009. ISBN 978-83-7490-199-4 (współautor: Weronika Jakimowicz)[18]
- Особливості Буковинського пограниччя: історія культурного полілогу (Osobływosti bukowyns’koho pohranyczczia: istorija kulturnoho polilogu), Донецьк: Юго-Восток 2010. ISBN 978-966-1571-61-6 (współautorzy: Ołeksij Suchomłynow, Petro Syheda)[19]
- Polacy Berdiańska: dokumenty, fakty, komentarze. Monografia / Поляки Бердянськa: документи, факти, коментарі. Монографія, Wydawnictwo PWSZ w Pile, Piła – Rzeszów – Berdiańsk / Піла – Жешув – Бердянськ 2011. ISBN 978-83-62617-12-8 (współautorzy Andrzej Bonusiak, Edyta Czop, Lech Aleksy Suchomłynow)[20]
- Mniejszość polska na południowo-wschodniej Ukrainie, Warszawa: Slawistyczny Ośrodek Wydawniczy, 2012, ISBN 978-83-89191-08-3[21]
- Sytuacja Polaków na Ukrainie w związku z konfliktem zbrojnym (na przykładzie Bukowiny Karpackiej i Ukrainy Południowo-Wschodniej), Warszawa: Muzeum Niepodległości, 2016[22]
- The Polish Minority in South-Eastern Ukraine, Warszawa: Instytut Slawistyki PAN, 2017, ISBN 978-83-64031-65-6[23]
- Polskie media w Berdiańsku. Teksty i analizy, Warszawa-Berdiańsk: Digital Media 2017; ISBN 978-83-945188-2-0 (współautor Lech Aleksy Suchomłynow)[24]
- Świadectwo zanikającego dziedzictwa. Mowa polska na Bukowinie: Rumunia – Ukraina. Warszawa: Instytut Slawistyki PAN, 2018. ISBN 978-83-64031-84-7 ISBN 978-83-64031-85-4 (e-book) (Helena Krasowska, Magdalena Pokrzyńska, Lech Aleksy Suchomłynow)[25]
- Języki mniejszości. Status – prestiż – dwujęzyczność – wielojęzyczność, Warszawa: Studium Europy Wschodniej UW, 2020 ISBN 978-83-61325-80-2[26]; wydanie II poprawione, 2024
- Соціолінгвістичний компендіум (Sociolinhwistycznyj kompendium), Kijów: Polska Akademia Nauk 2020. ISBN 978-617-7832-66-8 (współautorzy: Олексій Сухомлинов, Петро Сигеда)[27]
- Polacy między Donem, Dniestrem a Prutem. Biografie językowe, Instytut Slawistyki Polskiej Akademii Nauk, Warszawa 2022[28]. ISBN 978-83-66369-48-1 [e-book] ISBN 978-83-66369-49-8 [druk]
- Polacy w Naddniestrzu. Świadectwo zanikającego dziedzictwa. Bibliotheca Europae Orientalis LXXX, Warszawa 2024[29].
- Polish Highanders in Carpathian Bukovina: A Sociolinguistic and Lexical Study, Series: Sprach- und Kulturkontakte in Europas Mitte, Volume 18, Peter Lang 2024[30]

## Współpraca redakcyjna
- Kazimierz Feleszko, Bukowina moja miłość. Język polski na Bukowinie karpackiej do 1945 roku (red. Andrzej Żor, współpraca Helena Krasowska, t. 1). Warszawa: Instytut Slawistyki Polskiej Akademii Nauk. 2002.
- Kazimierz Feleszko, Bukowina moja miłość. Język polski na Bukowinie karpackiej do 1945 roku. Słownik (red. Ewa Rzetelska-Feleszko, współpraca Helena Krasowska, t. 2). Warszawa: Instytut Slawistyki Polskiej Akademii Nauk, 2003, ISBN 83-89191-10-5.
- Bukowina. Tradycje i współczesność, wyd. Związek Polaków w Rumunii, Piła-Czerniowce-Suczawa 2006, s. 303, red. Helena Krasowska, Zbigniew Kowalski, Jurij Makar, Władysław Strutyński.
- Bukowina. Integracja społeczno-kulturowa na pograniczu. Warszawa- Wrocław-Zielona Góra-Piła 2010, wyd. Instytut Slawistyki PAN, Katedra Etnologii i Antropologii Kulturowej Uniwersytetu Wrocławskiego, Instytut Socjologii Uniwersytetu Zielonogórskiego, Pilski Dom Kultury. ISBN 978-83-89191-97-7, red. Helena Krasowska, Eugeniusz Kłosek, Magdalena Pokrzyńska, Zbigniew Kowalski[31]
- Polonezii în Moldova, Istorie și contemporaneitate: culegere de studii și documente (Polacy w Mołdawii. Historia i współczesność: zbiór artykułów i dokumentów. Chișinău – Poznań – Warszawa 2015, wyd. Cartdidact ISBN 978-9975-3033-5-4, red. Lilia Zabolotnaia, Ilona Czamańska, Helena Krasowska[32]
- Bukowina. Inni wśród Swoich. Warszawa-Zielona Góra-Piła 2017, wyd. Instytut Slawistyki PAN, Wydział Pedagogiki, Psychologii i Socjologii Uniwersytetu Zielonogórskiego, Centrum Kultury–Fabryka Emocji w Pile, ISBN 978-83-64031-59-5 ISBN 978-83-64031-60-1 (e-book), red. Helena Krasowska, Radu Florian Bruja, Magdalena Pokrzyńska)[33]
- Bukowina. Wspólne dziedzictwo kulturowe i językowe, Warszawa – Zielona Góra – Piła 2020, wyd. Instytut Slawistyki Polskiej Akademii Nauk, Fundacja Slawistyczna, Muzeum Etnograficzne w Zielonej Górze Ochli, Regionalne Centrum Kultury – Fabryka Emocji w Pile, 2020. ISBN 978-83-66369-34-4, red. Helena Krasowska, Magdalena Pokrzyńska, Ewa Wróblewska-Trochimiuk[34]

## Odznaczenia, nagrody i wyróżnienia
Odznaczenia państwowe
- Odznaka honorowa Zasłużony dla Kultury Polskiej (2011)[35][36]
- Medal Polonia Semper Fidelis (2014)[37]
- Srebrny Krzyż Zasługi (2018)[38][39]
- Brązowy Medal „Zasłużony Kulturze Gloria Artis” (2019)[40]
- Odznaka Honorowa „Bene Merito” (2021)[41]'
- Brązowy Medal „Zasłużony dla Nauki Polskiej Sapientia et Veritas” (2023)[42]
- Złoty Medal Stowarzyszenia "Wspólnota Polska" (2023)

Nagrody
- Nagroda Przeglądu Wschodniego (2012)[43]
- Nagroda i Medal Zygmunta Glogera w XXIV edycji Konkursu Ministerstwa Kultury i Dziedzictwa Narodowego. Wyróżnienie za prowadzenie i popularyzację badań nad wielokulturowością w Europie Środkowo-Wschodniej (2013)[44]
- Nagroda Zarządu Polskiego Kulturalno-Oświatowego Towarzystwa „Odrodzenie” w Berdiańsku za promowanie dialogu międzykulturowego w Europie Środkowo-Wschodniej.(2019)[45]
- Nagroda Komitetu Językoznawstwa PAN za wybitne osiągnięcie naukowe w zakresie językoznawstwa w roku 2018 w kategorii prac zespołowych za „Świadectwo zanikającego języka. Mowa polska na Bukowinie: Rumunia-Ukraina”, dla: Helena Krasowska, Magdalena Pokrzyńska, Lech Aleksy Suchomłynow (2019)[46]
- Nagroda Zespołowa Rektora Uniwersytetu Warszawskiego, za wydanie w minionym roku akademickim ważnej książki autorskiej znaczącej dla dorobku naukowego Studium Europy Wschodniej Uniwersytetu Warszawskiego (2023)[47]

Nominacje
- Nominacja za książkę „Mniejszość polska na południowo-wschodniej Ukrainie” do Nagrody im. Jerzego Giedroycia (2014)[48]
- Nominacja za książkę „Świadectwo zanikającego dziedzictwa. Mowa polska na Bukowinie: Rumunia – Ukraina”, autorzy: Helena Krasowska, Magdalena Pokrzyńska, Lech Aleksy Suchomłynow, do Nagrody im. Jerzego Giedroycia (2019)[49]
- Nominacja za książkę „Polacy między Donem, Dniestrem a Prutem. Biografie językowe” do Nagrody im. Jerzego Giedroycia (2023)[50]